# Bradley Tandy
Bradley Edward Tandy (ur. 2 maja 1991 w Durbanie) – południowoafrykański pływak specjalizujący się w stylu dowolnym, brązowy medalista mistrzostw świata na krótkim basenie, finalista igrzysk olimpijskich.

## Kariera
Podczas igrzysk olimpijskich w Rio de Janeiro w 2016 roku na dystansie 50 m stylem dowolnym zajął szóste miejsce ex aequo z Brazylijczykiem Bruno Fratusem. Obaj pływacy uzyskali czas 21,79.
Na mistrzostwach świata na krótkim basenie w Windsorze w konkurencji 50 m kraulem z czasem 21,79 nie awansował do półfinału i uplasował się ostatecznie na 21. pozycji.
W 2018 roku podczas mistrzostw świata na krótkim basenie w Hangzhou zdobył brązowy medal na dystansie 50 m stylem dowolnym, uzyskawszy czas 20,94.
Rok później wziął udział w rozgrywanych w Gwangju mistrzostwach świata na basenie 50-metrowym. W ich ramach startował jedynie w konkurencji 50 m stylem dowolnym, zmagania w niej zakończył w fazie eliminacji. Uczestniczył w igrzyskach afrykańskich w Rabacie i zdobył na nich trzy medale – złoty w sztafecie 4 × 100 m zarówno męskiej, jak i mieszanej oraz brązowy w konkurencji pływackiej 50 m stylem dowolnym.
Podczas igrzysk olimpijskich w Tokio brał udział w konkurencji 50 m stylem dowolnym. Zajął w klasyfikacji końcowej 25. miejsce, uzyskując w eliminacjach czas 22,22.